# Reggia di Capodimonte
O Reggia di Capodimonte (Palácio Real de Capodimonte) é um grande palácio da Casa de Bourbon. Situa-se em Nápoles (nº 2 da Via Miano), no interior do parque homónimo. Trata-se de um edifício desenhado pelo arquitecto romano Antonio Canevari para Carlos de Bourbon, rei de Nápoles para servir de residência de Verão aos soberanos do Reino das Duas Sicílias.
O palácio abriga, actualmente, uma galeria e um museu de arte. A Galeria acolhe obras de: Giovanni Bellini, Sandro Botticelli, Caravaggio,  Annibale Carracci, José de Ribera, Artemisia Gentileschi, Francisco Goya, Simone Martini, Masaccio, Tiziano, entre muitos outros.

## História
Em 1738, Carlos de Bourbon, rei de Nápoles confiou a Angelo Carasale, Giovanni Antonio Medrano e Antonio Canevari os trabalhos para a construção do Reggia di Capodimonte. Inicialmente o rei teve a ideia de construir um pavilhão de caça na colina de capodimonte, em Nápoles. O monarca só decidiu num segundo momento construir um palácio que pudesse hospedar as prestigiadas colecções Farnese herdadas da sua mãe Isabel Farnésio. Os trabalhos, iniciados no dia 9 de Setembro de 1738, prosseguiram lentamente durante cerca de um século devido à enorme dificuldade em transportar o piperno (rocha magmática) escavado nas pedreiras da Pianura (um bairro periférico de Nápoles).
Em 1758, uma parte do palácio foi aberta e a colecção foi organizada. Em 1760, Fernando IV encarregou o arquitecto Ferdinando Fuga da ampliação do Reggia di Capodimonte e do tratamento do parque. Em 1780 foi hospede do palácio o escultor Antonio Canova.

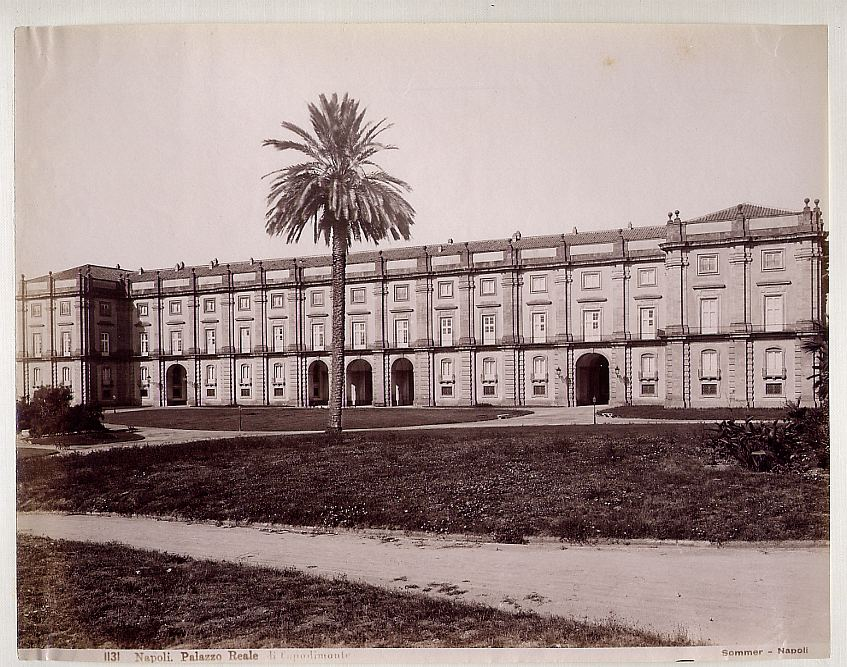
O Reggia di Capodimonte numa fotografia de Giorgio Sommer (cerca de 1880).

Em 1787, segundo conselho de Jakob Philipp Hackert, foi instituído no palácio um laboratório de restauro de pinturas, o qual seria confiado a Federico Anders. Durante a revolução de 1799, depois de o rei Fernando IV ter escapado para Palermo levando consigo na fuga as peças mais prestigiadas das colecções, o palácio foi ocupado pelas tropas do general Championnet e os conjuntos de arte foram saqueados.
Durante o decénio francês (1806-1815) o Reggia di Capodimonte foi privado da sua função museológica para adquirir um destino exclusivamente residencial: tornou-se, de facto, na residência de José Bonaparte e, depois, de Joaquim Murat.
Os ambientes do palácio foram mobilados e preparados para hospedar os novos soberanos, pelo que todos os objectos de arte foram transferidos para a sede do Museu Arqueológico Nacional de Nápoles (Museo Archeologico Nazionale di Napoli).
Depois de Fernando IV voltar do exílio siciliano, em 1815, o Reggia di Capodimonte manteve a sua função residencial, tendo sido empreendidos novos trabalhos no palácio e no parque. Foi chamada uma multidão de pintores, escultores e artesãos para decorar as salas do edifício, em particular o Salão de Festas.
Em 1825, com a subida ao trono de Francisco I foram confiados trabalhos a Antonio Niccolini, arquitecto da Casa Real. Entre 1826 e 1836 realizou-se a intervenção urbanística da escadaria monumental que se eleva a partir de Tondo, na colina de Capodimonte. Em 1828, foi construído o palacete dos príncipes, com vista para a fachada ocidental do palácio, o qual se destinava a servir de habitação aos membros da Família Real e era circundado por um jardim botânico modelado à inglesa. Naquela mesma época, Niccolini projectou a instalação e o aparato decorativo do Salão de Baile e da Sala Pompeiana.
Depois da morte de Francisco I, em 1830, o novo soberano, Fernando II, conferiu a Niccolini e a Tommaso Giordano, em 1832, o encargo de terminar algumas importantes intervenções arquitectónicas, nomeadamente a ultimação do edifício no lado setentrional, o revestimento da fachada e do pátio, os aparatos decorativos do palácio, a conclusão da escada hexagonal com degraus de mármore, balaustrada de ferro e enquadramento de estuque nas paredes.
Sobre o projecto de Niccolini, os escultores Giuseppe Calì, Francesco Saverio Citarelli, Angelo Solari e Gennaro Aveta executaram lareiras de mármore inspiradas em diversos estilos, finamente entalhadas e enriquecidas com estátuas, enquanto os candelabros em bronze eram realizados segundo o desenho de Tito Angelini.
Edificado o terceiro pátio, foi projectada a escadaria monumental para permitir o acesso ao andar nobre. Para a nova escadaria, realizada segundo o projecto de Tommaso Giordano, foram utilizados mármores de Carrara para os amplos degraus e mármores de Mondragone para as colunas fortemente afiladas, as quais se inspiram nos templos de Pesto.

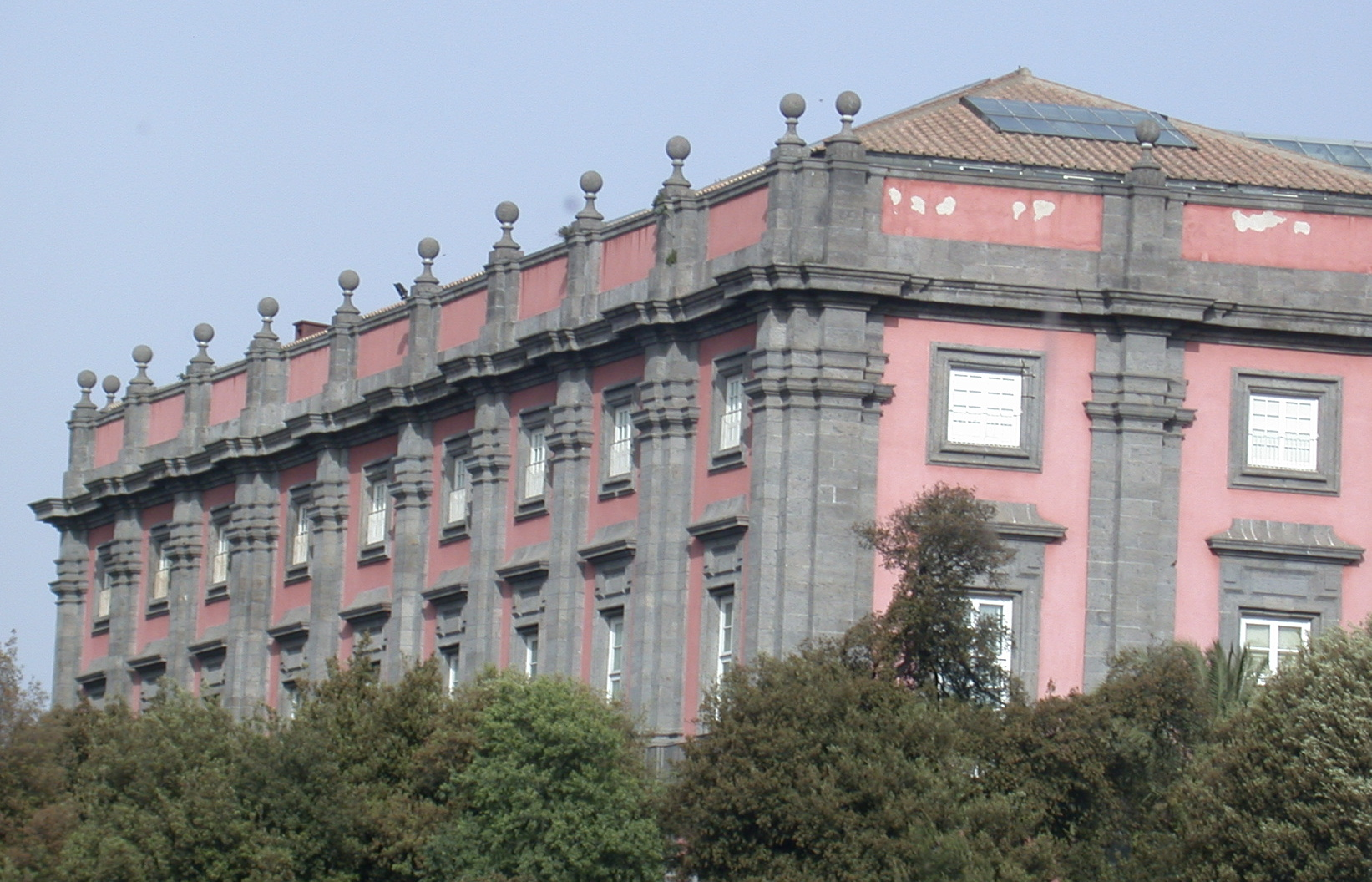
Vista parcial do Reggia di Capodimonte.

Completado finalmente o Reggia di capodimonte, foi instalada, a partir de 1840, uma pinacoteca de arte contemporânea nos seus ambientes, sob proposta do ministro Nicola Santangelo. Esta pinacoteca era caracterizada pela presença de retratos da Família Real, pintados por artistas italianos de formação neoclássica, e por obras de pintores académicos napolitanos.
Com o Risorgimento, ocorrido em 1861, o palácio passou para a posse dos Saboia que o utilizaram como residência. Em 1864, os Saboia providenciaram, graças a Annibale Sacco, Domenico Morelli e Federico Maldarelli, o enriquecimento das colecções de arte. Sacco fez escolhas coleccionistas em grande escala e enriqueceu as colecções de Capodimonte. O Palazzo Reale di Napoli também teve a Armaria disposta em sete salas localizadas no lado oposto ao Salão de Baile, a qual é constituída por armaduras e armas brancas valiosas ou de proveniência farnesina.
Em 1866 foi transferido o célebre boudoir de Maria Amália da Saxónia, proveniente do Reggia di Portici, e em 1877 chegou ao palácio um pavimento marmóreo encontrado em 1788 numa antiga villa romana de Capri.
O Salão de Porcelana, iniciado em 1757 e terminado completamente dois anos depois, foi realizado com 3.000 peças de porcelana. Foi seguramente o trabalho mais importante alguma vez realizado por uma fábrica europeia de porcelana, constituindo a expressão máxima da arte da porcelana de Capodimonte.
Contemporaneamente foi também iniciada a criação de uma galeria de arte moderna com a aquisição de obras de pintores contemporâneos, com predomínio dos napolitanos.
Com a morte de Sacco, a tentativa de fundir as duas almas de Capodimonte, a residencial e a museológica, faliu de facto e o palácio ficou destinado exclusivamente à habitação dos Duques de Aosta.
Em 1920, o Reggia di Capodimonte passou para a posse do estado, mas só em 1950, com a aprovação do Ministério da Instrução Pública, foi decidido restabelecer a sua plena e exclusiva função de museu, cumprindo o projecto de Bruno Molajoli que previa o regresso das colecções de arte medieval e moderna a partir do Museu Nacional.

## Exterior
O palácio está privado de uma fachada principal e tem falta dos símbolos que caracterizam as sedes do poder, como um portal central e uma varanda de honra. A escadaria e as varandas do primeiro andar são simples e funcionais. Isso pode entender-se como se o edifício fosse destinado a servir unicamente de álbum solene para as colecções Farnese, as quais Carlos de Bourbon havia herdado de sua mãe.

## As obras principais do museu
Entre as principais obras expostas no Museu de Capodimonte encontram-se:
- Ticiano

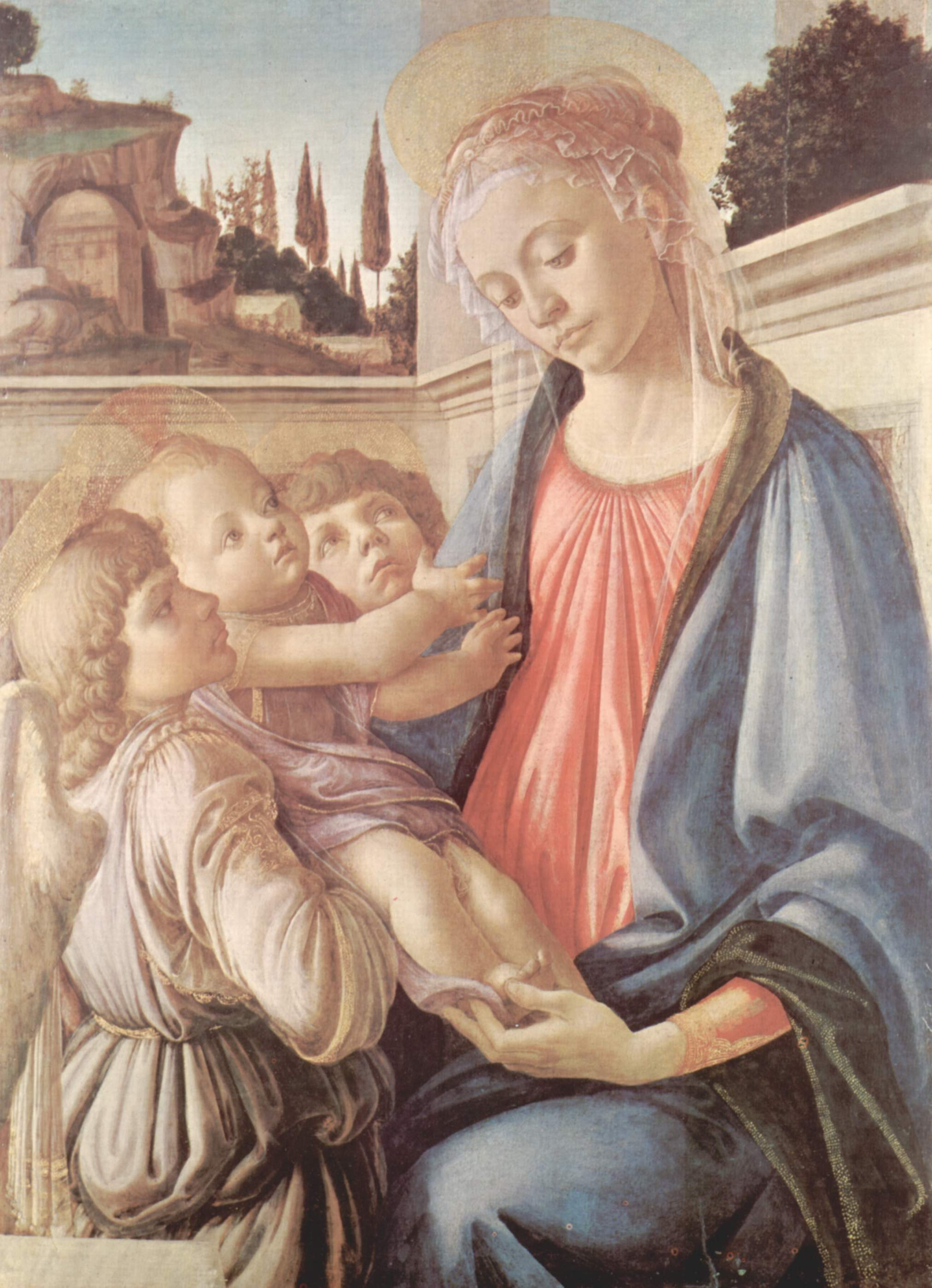
Nossa Senhora com o Menino e dois anjos (Sandro Botticelli).

  - Paulo III e os netos Alessandro e Ottavio Farnese (1546)
- Tommaso Masaccio
  - Crucificação (1426)
- Giovanni Bellini
  - Transfiguração de Cristo (cerca de 1490)
- Sandro Botticelli
  - Nossa Senhora com o Menino e dois anjos (1468–1469)
- Caravaggio
  - Flagelação de Cristo (1607 – 1608)
- Annibale Carracci
  - A escolha de Hércules (1596)
- Artemisia Gentileschi
  - Judite que decapita Holoferne (1612-1613)
  - São Januário no anfiteatro de Pozzuoli (1636-1637)
- Mestre do Anúncio aos pastores
  - Anúncio aos pastores (1630-1635)

## Curiosidade
No Reggia di Capodimonte foi cozida, em 1889 [carece de fontes?], a primeira "pizza moderna": a Pizza Margherita, variedade de pizza difundida em todo o mundo. A pizza Margherita recebeu o nome da primeira rainha de Itália, Margarida de Saboia.